# Safi & Spreej
Safi & Spreej was een rappersduo uit België. Het duo brak in 2012 door met hun nummers "Herinner Mij" en "Voor U". 

## Achtergrond
Sevi "Safi" Geerts is afkomstig uit Mechelen en Christophe "Spreej" Caboche komt van Gent. Ze zijn beiden lid van Eigen Makelij. In 2012 zagen ze elkaar voor het eerst op een concert van Drake en besloten samen een single op te nemen. Vervolgens hebben ze het album "Ter Plaatse, Rust" opgenomen. Sindsdien werken ze samen. Ze brachten als eerste single "Nog Niks Gezien" uit. Een paar weken later brachten ze al "Herinner Mij" uit. Deze single werd opgepikt door de radiostations. 
Doordat hun eerste album een bescheiden succes werd, besloten Safi & Spreej een tweede album te maken. Hun eerste single van dat album werd "Op Aarde". Dit nummer kwam in de Vlaamse Ultratop in de zomer van 2012. Nadien volgde nog "Vandaag". In de zomer van 2012 waren er optredens op onder meer Maanrock, Casa Blanca en CrammerocK. In maart 2013 volgde het nummer "Voor U". Dit werd de echte doorbraak van de groep. Een maand later kwam hun album "Fase 2" uit. Het was het eerste album van de groep bij het Nederlandse label Top Notch, een album dat 25 weken in de Vlaamse Ultratop genoteerd stond, met een 45e plaats als hoogste positie. Die zomer, speelde het duo oa. tijdens Pukkelpop. 
Op 25 maart 2015 verscheen op YouTube hun single "Naast Mij", het hoogst genoteerde nummer in de Ultratop van het duo. Nadien volgde  hun tweede single "Trots", een single uit hun gelijknamig album dat op 11 mei 2015 verscheen. Aan dit album werd meegewerkt door Nederlandse rappers van Top Notch. "Trots" kwam als album binnen op de derde plaats. De gelijknamige single werd het eerste lied van de rappers dat een half miljoen hits kreeg op YouTube. 
Nadien volgde nog "Amai Amai" met de Nederlandse rapper Hef.
In de zomer van 2015 volgde de vierde single, "Schijn", met Domè. De bijhorende videoclip werd opgenomen in Antwerpen en in Hingene (Bornem).
Sinds 2016 staat de samenwerking tussen beiden on hold.

## Discografie[1]
| Album met hitnotering(en) in de Vlaamse Ultratop 200 albums | Datum van verschijnen | Datum van binnenkomst | Hoogste positie | Aantal weken | Opmerkingen |
| ----------------------------------------------------------- | --------------------- | --------------------- | --------------- | ------------ | ----------- |
| Ter Plaatse Rust                                            | 28-01-2012            | -                     | -               | -            |             |
| Fase 2                                                      | 17-04-2013            | 27-04-2013            | 45              | 25           |             |
| Trots                                                       | 11-05-2015            | 23-05-2015            | 3               | 27           |             |

| Single met hitnotering(en) in de Vlaamse Ultratop 50 | Datum van verschijnen | Datum van binnenkomst | Hoogste positie | Aantal weken | Opmerkingen                                |
| ---------------------------------------------------- | --------------------- | --------------------- | --------------- | ------------ | ------------------------------------------ |
| Op aarde                                             | 11-06-2012            | 09-06-2012            | Tip28           | -            | cover van nummer Absynthe Minded ('Space') |
| Vandaag                                              | 24-09-2012            | 29-09-2012            | Tip24           | -            |                                            |
| Voor u                                               | 18-03-2013            | 30-03-2013            | Tip6            | -            |                                            |
| Doet zelve                                           | 2013                  | 18/05/2013            | Tip76           | -            | met 't Hof van Commerce                    |
| Breng het terug                                      | 03-06-2013            | 22-06-2013            | Tip25           | -            | met Sticks                                 |
| Leven of bestaan                                     | 24-03-2014            | 12-04-2014            | Tip47           | -            | met Domenico                               |
| Naast mij                                            | 23-03-2015            | 04-04-2015            | Tip8            | -            |                                            |
| Amai amai                                            | 2015                  | 11-07-2015            | Tip77           | -            | met Hef                                    |
| Schijn                                               | 03-08-2015            | 08-08-2015            | Tip9            | -            | met Domè                                   |